# Mischgerät
Mischgerät (genauer: Mischgerät Mi 544) war ein  Chiffriergerät, das auf dem kryptographisch sicheren Einmalschlüssel-Verfahren (englisch One Time Pad, kurz: OTP) basierte. Es wurde auch kurz als Mi544 oder LoMi bezeichnet.

## Geschichte
Entwickelt wurde es bis 1956 in der jungen Bundesrepublik durch die Firma C. Lorenz AG. Konzipiert war es für die Bundeswehr als Schlüsselzusatz für gewöhnliche Fernschreiber, ähnlich wie der ebenfalls von Lorenz entwickelte Schlüssel-Zusatz (SZ 42) der Wehrmacht aus dem Zweiten Weltkrieg. Im Gegensatz zu diesem war nun jedoch die Schlüsselerzeugung ausgelagert und bewusst kein integraler Bestandteil des Chiffriergeräts mehr. Insofern entsprach das Mi544 eher der Schlüsselfernschreibmaschine T43 der Firma Siemens & Halske als dem Vorgänger SZ 42 aus dem eigenen Haus.
Im Jahr 1958 folgte das leicht verbesserte Mi544B mit seitlich (statt oben) angeordnetem Behälter für den Schlüssel-Lochstreifen (siehe unten). Der Preis für das Gerät betrug im Jahr 1963 11.260 DM (ca. 5.630 Euro). In den 1970er Jahren wurde das Mi544 bei der Bundeswehr vom Siemens‑M‑190 abgelöst.

## Funktionsweise
Wie bei Fernschreibern üblich, wurden die zu übermittelnden Zeichen des Klartextes zuerst in den Baudot-Code gewandelt. Als Ergebnis dieser Wandlung lagen die Daten als Folge von 5‑Bit-Datenworten vor. Im Mi544 wurde nun jedes 5‑Bit-Wort des Klartextes vor dem Versenden bitweise mit einem weiteren 5‑Bit-Wort über die XOR-Operation mithilfe des eingebauten Mischers kombiniert. Der zweite Bitstrom lag auf einem vorher hergestellten Lochstreifen vor, der entsprechend dem OTP‑Prinzip mit zufälligen Bitmustern versehen war, genannt „Schlüsseltext“ oder „Mischtext“, nur einmal verwendet wurde und nach Gebrauch zu vernichten war.
Der befugte Empfänger war im Besitz eines identisch gestanzten Schlüsselstreifens. Damit führte er auf seiner Seite nach dem Empfang der Zeichenfolge die gleiche XOR-Operation durch und erhielt dadurch wieder jedes ursprüngliche 5‑Bit-Klartextzeichen.
Bei korrekter Anwendung und unter der Voraussetzung, dass die Schlüsselstreifen echte Zufallstexte enthalten, geheim bleiben und nur einmal verwendet werden, ist das Verfahren, wie der amerikanische Wissenschaftler Claude Shannon in den 1940er-Jahren zeigte, nachweislich sicher und kann nicht gebrochen werden.

## Technische Daten
Das Mi544 war ein ziemlich klobiges und schweres Gerät und daher kaum für den mobilen Einsatz geeignet (siehe auch: Foto unter Weblinks). Es wog rund 30 kg bei äußeren Abmessungen (L×B×H) von etwa 400 mm × 540 mm × 260 mm. Es benötigte Netzspannung (damals 220 V) bei einer Leistungsaufnahme von etwa 250 W. Die Schreibgeschwindigkeit betrug 400 Zeichen pro Minute, entsprechend 50 Baud.